# Ácido homogentísico
O ácido homogentísico é um intermediário no metabolismo da tirosina. Na alcaptonúria há acúmulo deste nos fluidos e tecidos corporais devido a ausência congênita da enzima acido homogentísico oxidase. O acumulo do acido resulta em urina escura e alcalina desde o nascimento, sendo que a ocronose e artrite manifestam-se na vida adulta.